# Auguste Jean Brulley
Augustin Jean Brulley, né à Paris en 1756 et mort le 24 juin 1827, homme politique français, député de Saint-Domingue du 1er juillet 1799 au 26 décembre 1799.
Colon à Saint-Domingue, Brulley devient substitut du procureur général du roi au Conseil supérieur de Saint-Domingue.
Il est dénoncé comme perturbateur par Dufay, accusé d'avoir voulu soustraire la colonie à l'autorité nationale et d'être venu en France pour intriguer en ce sens. Dufay s'appuya sur une lettre de Brulley datée de la Flèche, 30 juillet 1792, et adressée à deux négociants du Cap. Transmise au comité de sûreté générale, Brulley est mis en état d'arrestation. La Convention l'y maintint, à la suite d'un long débat, qui eut lieu à la séance du 5 fructidor. Il finit cependant par obtenir sa mise en liberté provisoire, ne cessa de protester contre les agissements des commissaires civils Polverol et Santhonax, et dénonça à son tour, le 28 prairial an III, les représentants de Saint-Domingue.

## Sources
- « Auguste Jean Brulley », dans Adolphe Robert et Gaston Cougny, Dictionnaire des parlementaires français, Edgar Bourloton, 1889-1891 [détail de l’édition]